# Rue Chauffour (Colmar)
Pour les articles homonymes, voir Rue Chauffour.
La rue Chauffour est une voie de la commune française de Colmar.

## Situation et accès
Cette voie de circulation, d'une longueur de 205 m, se trouve dans le quartier centre.
On y accède par les rues Berthe-Molly, des Blés et Pfeffel.
Cette voie n'est pas desservie par les bus de la TRACE.

## Origine du nom
La rue doit son nom au juriste et homme politique Ignace Chauffour.

## Bâtiments remarquables et lieux de mémoire
Dans cette rue se trouvent des édifices remarquables[Lesquels ?].

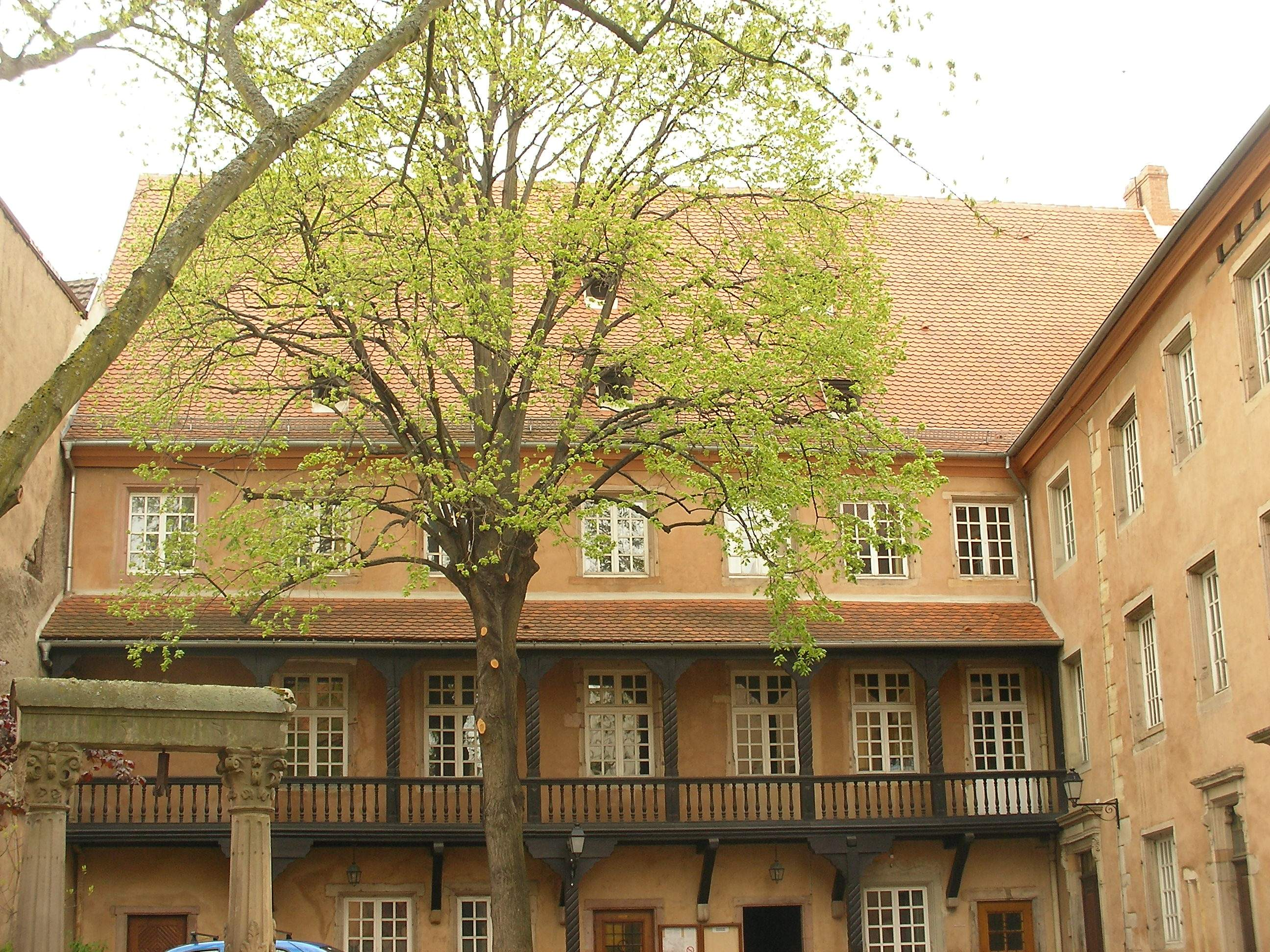
École de musique au no 8
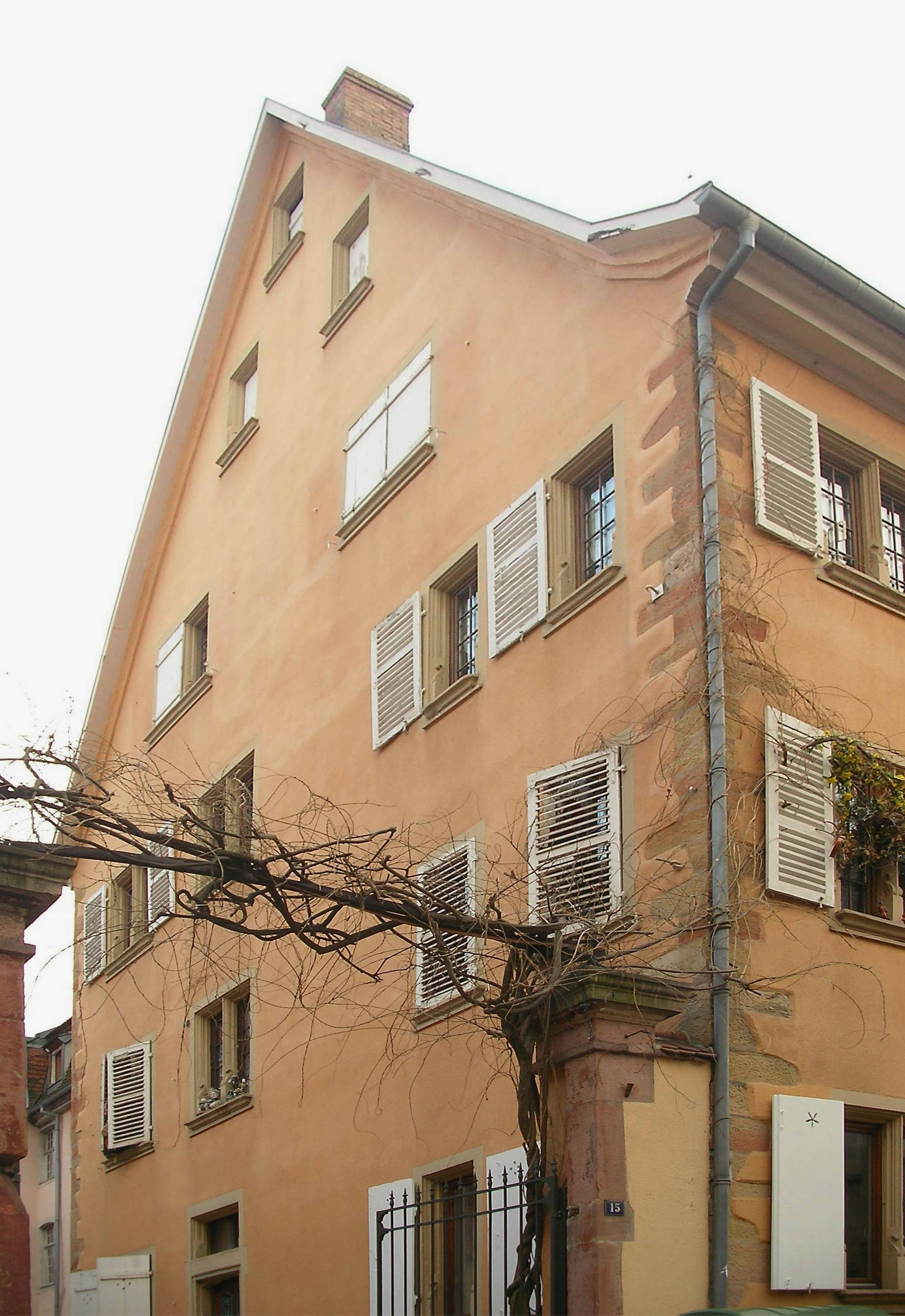
Maison Pfeffel (XVIIIe) au no 15 Inscrit MH (1929)
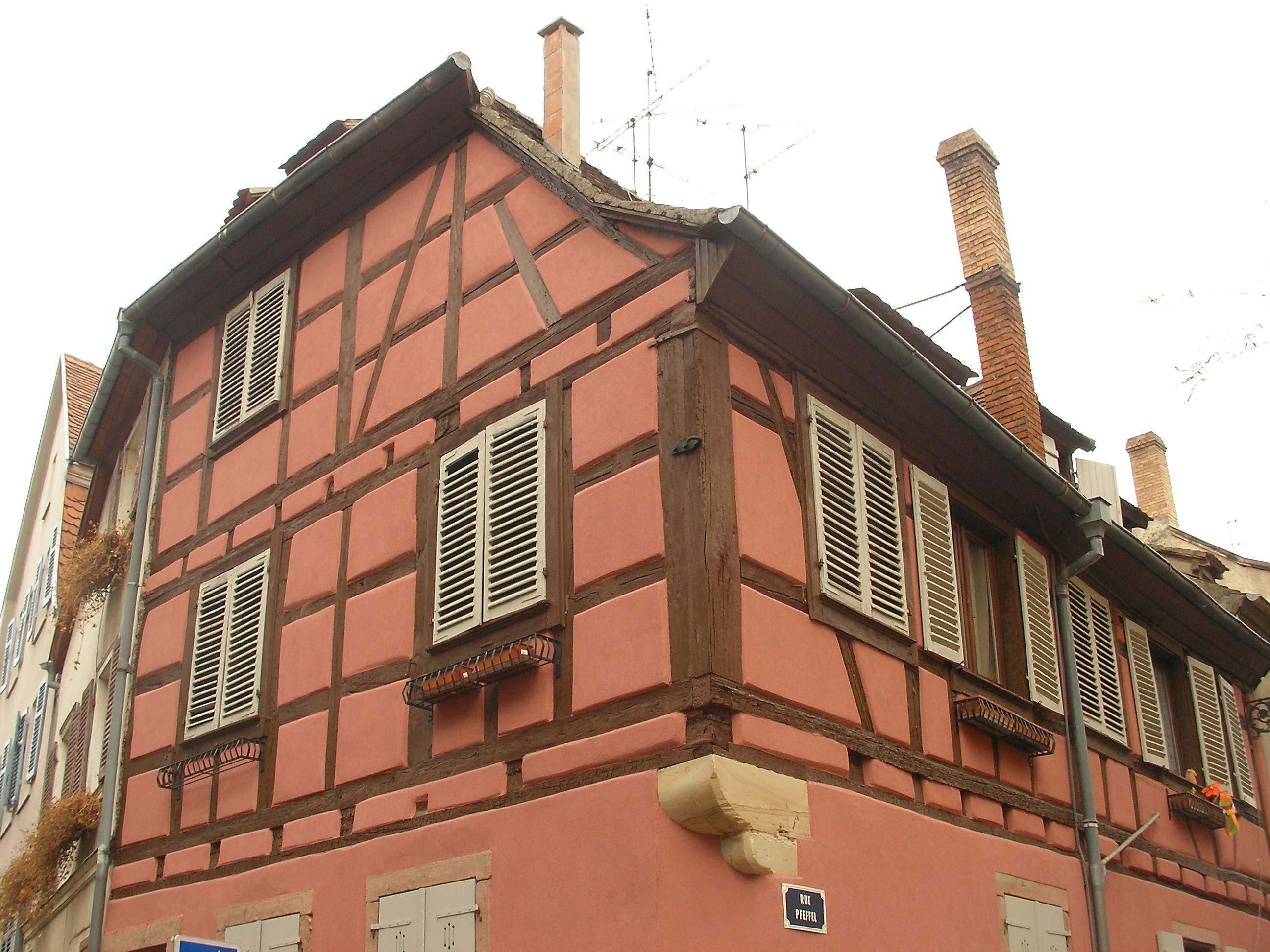
Maison au no 13